# Ernesto (película)
Ernesto es una película dramática, estrenada el 12 de enero de 1979, de coproducción italo-española-alemana, dirigida por Salvatore Samperi y protagonizada en los papeles principales por Martin Halm, Michele Placido y Lara Wendel.
La guion de la película está basada en la novela homónima del escritor italiano Umberto Saba.
En la edición de 1979 del Festival Internacional de Cine de Berlín el actor Michele Placido fue galardonado con el "Oso de Plata" a la mejor interpretación masculina y Salvatore Samperi estuvo nominado al "Oso de Plata" a la mejor dirección, ambos por su participación en Ernesto.

## Sinopsis
El joven Ernesto, encargado de un almacén de cereales, es objeto de atracción para un obrero que le introduce en el mundo de la homosexualidad. Consciente del influjo que ejerce en los hombres decide utilizar sus especiales facultades para conseguir sus propósitos.

## Reparto
- Martin Halm como Ernesto.
- Michele Placido como Obrero del establo.
- Virna Lisi como Madre de Ernesto.
- Turi Ferro como Carlo Wilder.
- Lara Wendel como Ilio / Rachele.
- Gisela Hahn como Señora Luzzato, madre de Ilio y Rachele.
- Stefano Madia como	Andrea, amigo de Ernesto.
- Francisco Marsó como Tío Giovanni.
- Miranda Nocelli como Prostituta Sandra.
- Concha Velasco como Tía Regina.
- Renato Salvatori como Cesco.